# Amy Parish
Pour les articles homonymes, voir Parish.
Amy Parish est une anthropologue physique, primatologue et féministe darwinienne américaine. Elle enseigne à l'Université de Californie du Sud dans les départements d'études de genre et d'anthropologie depuis 1999. Elle est reconnue comme étant une experte mondiale de premier plan dans l'étude des bonobos.

## Éducation
Parish a obtenu un diplôme de premier cycle à l'Université du Michigan en 1989. Elle a obtenu sa maîtrise en sciences de l'Université de Californie-Davis en 1990, où elle a obtenu son doctorat. Sa thèse portait sur les comportements socio-sexuels et les relations femelles-femelles des bonobos, sous la direction de Sarah Blaffer Hrdy.

## Recherche
Après avoir obtenu son diplôme à l'UCD, Parish a déménagé à l'University College de Londres, où elle a travaillé avec Volker Sommer sur les modèles de comportement des animaux. Pendant ce temps, Parish est devenu un expert en bonobos,. Alors qu'elle étudiait les bonobos au Wild Animal Park de San Diego, elle a démontré une nette préférence chez les femelles bonobos pour la compagnie de l'autre. Parish a déménagé à l'Université de Giessen en Allemagne, où elle s'est concentrée sur la réciprocité (en).
Parish utilise une approche évolutive pour comprendre le comportement humain. En 1999, Parish a rejoint l'Université de Californie du Sud. Elle y a enseigné dix-huit sujets différents dans un large éventail de disciplines, notamment l'anthropologie, les études de genre, les arts et les lettres, la santé et les sciences humaines, l'école d'éducation et la psychologie. Elle a enseigné un cours sur « l'amour, le mariage et l'expérience d'être une épouse et sur l'impact culturel des théories de Darwin ».
En 2012, elle a donné une conférence au Natural History Museum, où elle a révélé que « les bonobos ont plus de relations sexuelles, de plus de façons et pour plus de raisons, que la plupart des humains ne peuvent l'imaginer ». Alors qu'elle se trouvait à Wilhelma, un zoo de Stuttgart, elle a observé "deux femelles attaquent un mâle au zoo de Stuttgart en Allemagne et lui ont mordu le pénis en deux". En 2013, Parish a parlé à la Journée mondiale de la vasectomie (en) sur l'évolution de la contraception. En 2016, elle a donné une conférence au In2In Thinking Forum, "Apes, Power, and Sex: Why We Make War Not Love".

## Le féminisme darwinien
Pendant des siècles, les scientifiques évolutionnistes principalement masculins ont négligé l'importance du comportement des animaux femelles; le traitant comme une constante passive dans un drame dominé par des hommes agressifs. Le féminisme darwinien a commencé lorsque Parish et sa superviseure de l'époque, Sarah Hrdy, ont commencé à réévaluer le comportement animal. Leur objectif a été simple ; prêter une attention égale aux intérêts des hommes et des femmes. Chez les Bonobos, Parish a trouvé une société matriarcale qui, selon elle, « devrait donner de l'espoir au mouvement féministe humain »,. Parish a été présentée dans le livre Inferior: How Science Got Women Wrong and the New Research That's Rewriting the Story d'Angela Saini en 2017,.

## Activités
Parallèlement à la recherche, Parish enseigne l'anglais à La Jolla Country Day School (en),.
Parish apparaît dans Ms Magazine, ainsi qu'à la télévision Nova, National Geographic Explorer (en) et Discovery Channel,. Ses recherches faisaient partie de la bibliothèque d'évolution de PBS pour les enseignants et les étudiants. Elle donne régulièrement des conférences publiques sur ses recherches,.
Parish est membre du Los Angeles Institute for the Humanities. Elle est membre du conseil d'administration du Kids Eco Club. Elle est conseillère scientifique pour la Bonobo Conservation Initiative (en),.

## Publications
- Barnaby J. Dixson, Alan F. Dixson, Phil J. Bishop et Amy Parish, « Human Physique and Sexual Attractiveness in Men and Women: A New Zealand–U.S. Comparative Study », Archives of Sexual Behavior, vol. 39, no 3,‎ juin 2010, p. 798–806 (DOI 10.1007/s10508-008-9441-y) :« men expressed preferences for lighter skinned female figures in New Zealand and California ».
- (en) AMY R. PARISH, FRANS B. M. DE WAAL et DAVID HAIG, « The Other “Closest Living Relative”: How Bonobos (Pan paniscus) Challenge Traditional Assumptions about Females, Dominance, Intra- and Intersexual Interactions, and Hominid Evolution », Annals of the New York Academy of Sciences, New York, Wiley-Blackwell et inconnu, vol. 907, no 1,‎ 25 janvier 2006, p. 97-113 (ISSN 0077-8923 et 1749-6632, OCLC 1306678, DOI 10.1111/J.1749-6632.2000.TB06618.X).